# Tracció al davant

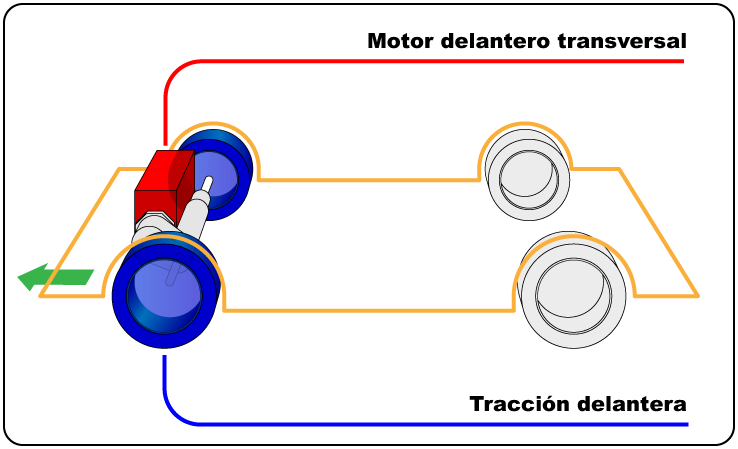
Motor davanter transversal/tracció al davant.

La tracció al davant (anomenada en anglès "FWD", de Front Wheel Drive) és un sistema en què el parell del motor es transmet només a les rodes davanteres. És el mateix eix en què es troba la direcció del vehicle.

## Història

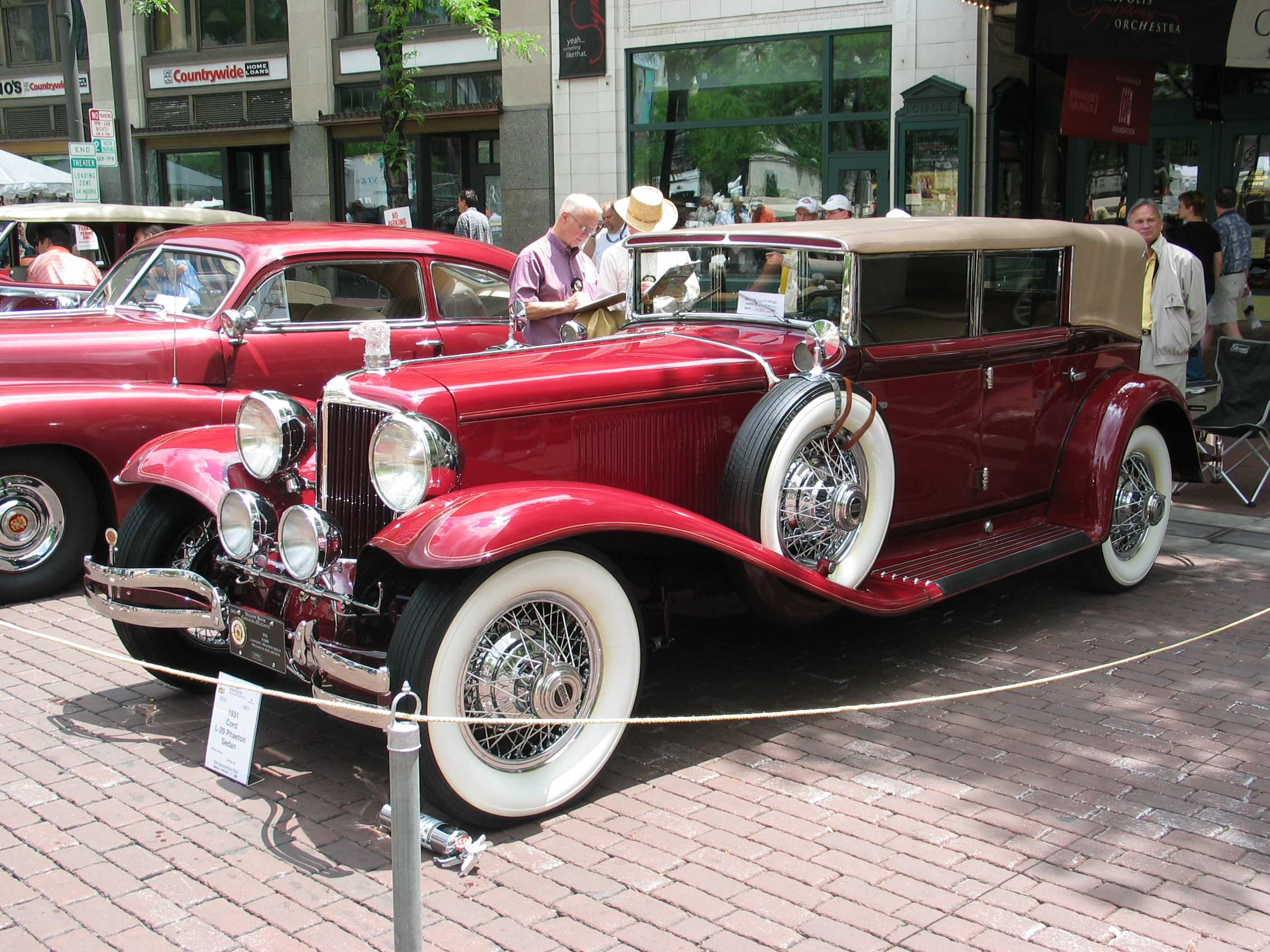
Cord Phaeton L29

La tracció al davant en els vehicles automòbils va aparèixer relativament tard, un dels més famosos vehicles amb aquest sistema va ser el Cord L29, vehicle de gran luxe americà. Però sens dubte el que va fer època va ser el Citroën "Traction" 11 i 15, del 1934 en endavant. Encara que eren de sobres conegudes les avantatges quant a espai lliure sota el sòl, i simplificació de l'eix posterior que tradicionalment havia estat propulsor, fins que no es va desenvolupar la junta homocinètica no va ser acceptat plenament. El veritable impuls l'hi va donar el 1959 l'aparició del motor transversal, en el Morris 1110 que va alliberar un espai considerable en l'habitacle i abaratir en gran manera els costos de fabricació al prescindir del grup cònic. Des de llavors tots els vehicles fins a un cert nivell de grandària i preu tenen tracció al davant.

## Avantatges
Alliberament d'espai constructiu en el capó, que pot fer-se més curt en benefici de l'habitacle (Només motors transversals). Augment d'espai a l'habitacle. Amb un càlcul encertat de la geometria de les suspensions i la direcció, més estabilitat en corba (subvirador).

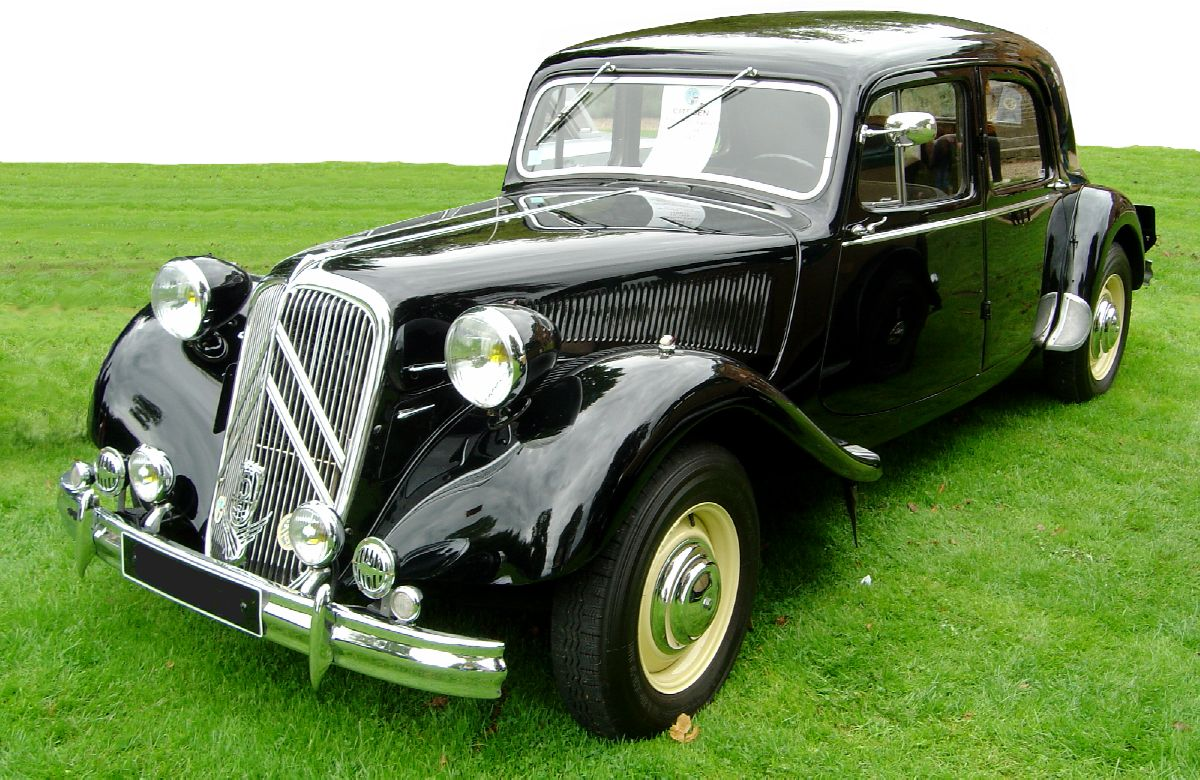
Un clàssic cotxe de tracció al davant, l'Citroën Traction Avant

## Desavantatges
A partir d'una certa potència, difícil transmissió a terra (adherència) del parell motor en acceleracions franques, pel repartiment momentani de pesos en aquestes condicions. Per això la solució ideal per transmetre la màxima tracció a les rodes encara és la tracció posterior, a causa precisament del fet que com més s'enfonsa la del darrere del vehicle com a efecte de la força d'inèrcia en accelerar, més adherència presenta.
Aquests cotxes tenen com a principal avantatge que aprofiten molt millor l'energia en corba perquè la força es transmet en la direcció d'aquesta, de manera que seran més fàcils de controlar en condicions normals que els de tracció al darrere (RWD), en competicions d'unió (grip). No obstant això, els tracció posterior són els més aconsellables, per no dir imprescindibles, per competències de derrapades. La immensa majoria dels cotxes de gamma baixa i mitjana tenen tracció al davant. La majoria dels de gamma alta tenen tracció al darrere.
Totes aquestes consideracions no poden obviar el repartiment de pesos del vehicle, és a dir la posició del centre de gravetat pel que fa a les rodes. En aquest sentit la configuració òptima la produeix la tracció al darrere amb el motor per davant de l'eix posterior, el que s'anomena motor centrale. És la configuració dels vehicles de competició en circuit (F1, etc.) i els esportius de gamma alta.

#### Motor davanter transversal, tracció al davant
- DKW F89
- Opel Kadett tipus D-E
- Opel Astra tipus F-G - H
- BMW Mini
- Fiat 128
- Fiat 127
- Renault Laguna
- Volkswagen: Scirocco, Golf/Rabbit
- Audi A3
- Honda Civic
- Talbot Horizon/Dodge Omni
- Ford: Festa, Taurus
- Chevrolet Celebrity
- La majoria dels cotxes actuals

#### Motor davanter longitudinal, tracció al davant
- Alfa Romeo Sprint
- Alfa Romeo Alfasud
- Alfa Romeo 33
- Alfa Romeo 145
- Panhard Dyna
- Citroën 2CV
- Auto Union 1000
- DKW 3 = 6
- DKW F102
- Audi F103
- NSU Ro80
- Ford Taunus 12M i 15M
- Saab 96
- Renault 18
- Renault 21/Eagle Medallion (La versió 1.7 litres del Renault 21 es destaca per motor transversal)
- Renault 25/Eagle Premier
- Volkswagen: Gol, Passat
- Audi: 80, A4, 100, A6, A8

#### Motor central davanter longitudinal, tracció al davant
- Citroën Traction Avant
- Renault 4, 5, 6